# Municipio de Fenton (Míchigan)
El municipio de Fenton (en inglés: Fenton Township) es un municipio ubicado en el condado de Genesee en el estado estadounidense de Míchigan. En el año 2010 tenía una población de 15552 habitantes y una densidad poblacional de 218,11 personas por km².

## Geografía
El municipio de Fenton se encuentra ubicado en las coordenadas 42°50′14″N 83°45′2″O / 42.83722, -83.75056. Según la Oficina del Censo de los Estados Unidos, el municipio tiene una superficie total de 71.3 km², de la cual 61.65 km² corresponden a tierra firme y (13.54%) 9.66 km² es agua.

## Demografía
Según el censo de 2010, había 15552 personas residiendo en el municipio de Fenton. La densidad de población era de 218,11 hab./km². De los 15552 habitantes, el municipio de Fenton estaba compuesto por el 96.5% blancos, el 0.44% eran afroamericanos, el 0.38% eran amerindios, el 0.96% eran asiáticos, el 0.03% eran isleños del Pacífico, el 0.32% eran de otras razas y el 1.39% pertenecían a dos o más razas. Del total de la población el 1.83% eran hispanos o latinos de cualquier raza.